# Champion Motors Corporation
Champion Motors Corporation, vorher Direct Drive Motor Car Company oder Direct Drive Motor Company, war ein US-amerikanischer Hersteller von Automobilen.

## Unternehmensgeschichte

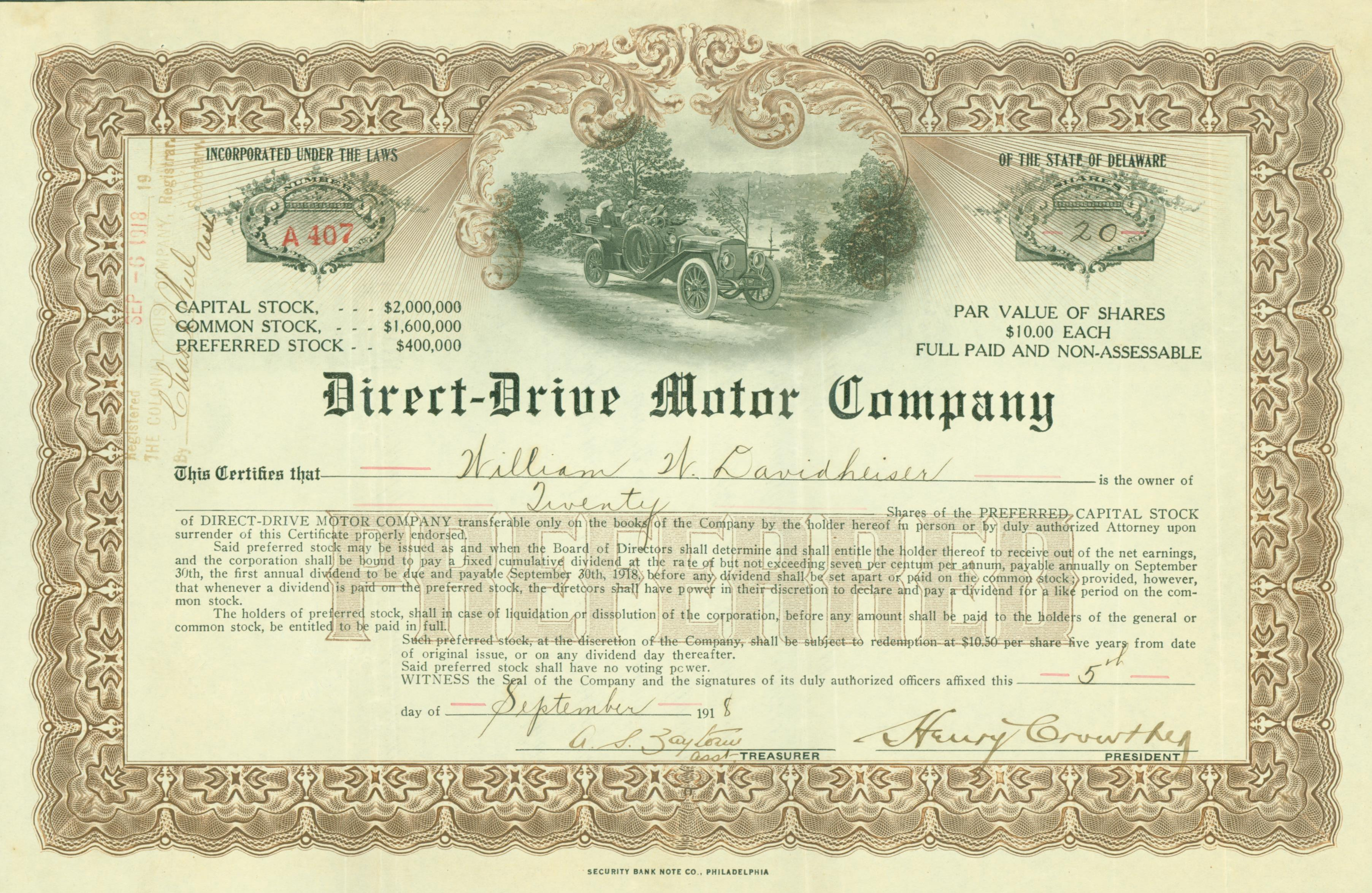
Aktie der Direct-Drive Motor Company vom 5. September 1918

Die Direct Drive Motor Car Company (evtl. Direct Drive Motor Company) wurde 1917 zur Automobilproduktion gegründet. Der Sitz war in Philadelphia, während die Produktion im ehemaligen Werk von Chadwick Engineering Works in Pottstown stattfand. Beide Städte liegen in Pennsylvania. Der Markenname lautete Champion. Henry G. Crowther war Präsident und L. V. Goebbels Chefingenieur. 1923 erfolgte die Umfirmierung in Champion Motors Corporation. 1924 wurde das Unternehmen aufgelöst. Insgesamt entstanden zwischen 1918 und 1924 etwa 50 Fahrzeuge.
1923 kam es zu Streitigkeiten mit Willys-Overland, weil Overland den Modellnamen Champion verwendete.
Es gab keine Verbindungen zur Champion Wagon Company und zur Champion Auto Equipment Company, die den gleichen Markennamen verwendeten.

## Fahrzeuge
Im Angebot standen Modelle mit Vierzylindermotoren. Beim Tourist kam der Motor von Lycoming. Sein Kühlergrill ähnelte den Modellen von Packard. Der Special hatte einen Einbaumotor von Herschell-Spillman. Sein Kühlergrill wies eine Ähnlichkeit zu Fahrzeugen von Rolls-Royce auf. Alle Aufbauten waren fünfsitzige Tourenwagen.
Von 1919 bis 1920 gab es nur das Model KO. Sein Motor leistete 40 PS. Der Radstand betrug 295 cm.
Ab 1921 gab es die Trennung in Tourist und Special. Der Tourist hatte einen 35-PS-Motor und der Special einen 40-PS-Motor. Beide Modelle hatten ein Fahrgestell mit 300 cm Radstand.
Die einzige Änderung für 1922 bestand darin, dass der Radstand des Tourist wieder auf 295 cm reduziert wurde.
1923 war für beide Modelle die Motorleistung einheitlich mit 40 PS angegeben. Der Radstand war auf 295 cm vereinheitlicht worden.
1924 wurde der Radstand auf 284 cm gekürzt.
Ein Modell mit einem Sechszylindermotor von der Falls Motor Corporation blieb ein Prototyp.

## Modellübersicht
| Jahr      | Modell   | Zylinder | Leistung (PS) | Radstand (cm) | Aufbau               |
| --------- | -------- | -------- | ------------- | ------------- | -------------------- |
| 1919–1920 | Model KO | 4        | 40            | 295           | Tourenwagen 5-sitzig |
| 1921      | Special  | 4        | 40            | 300           | Tourenwagen 5-sitzig |
| 1921      | Tourist  | 4        | 35            | 300           | Tourenwagen 5-sitzig |
| 1922      | Special  | 4        | 40            | 300           | Tourenwagen 5-sitzig |
| 1922      | Tourist  | 4        | 35            | 295           | Tourenwagen 5-sitzig |
| 1923      | Special  | 4        | 40            | 295           | Tourenwagen 5-sitzig |
| 1923      | Tourist  | 4        | 40            | 295           | Tourenwagen 5-sitzig |
| 1924      | Special  | 4        | 40            | 284           | Tourenwagen 5-sitzig |
| 1924      | Tourist  | 4        | 40            | 284           | Tourenwagen 5-sitzig |

## Produktionszahlen
| Jahr  | Produktionszahl |
| ----- | --------------- |
| 1918  | 18              |
| 1919  | 12              |
| 1920  | 6               |
| 1921  | 6               |
| 1922  | 6               |
| 1923  | ?               |
| 1924  | ?               |
| Summe | mindestens 48   |